# Johann Christoph Arnschwanger

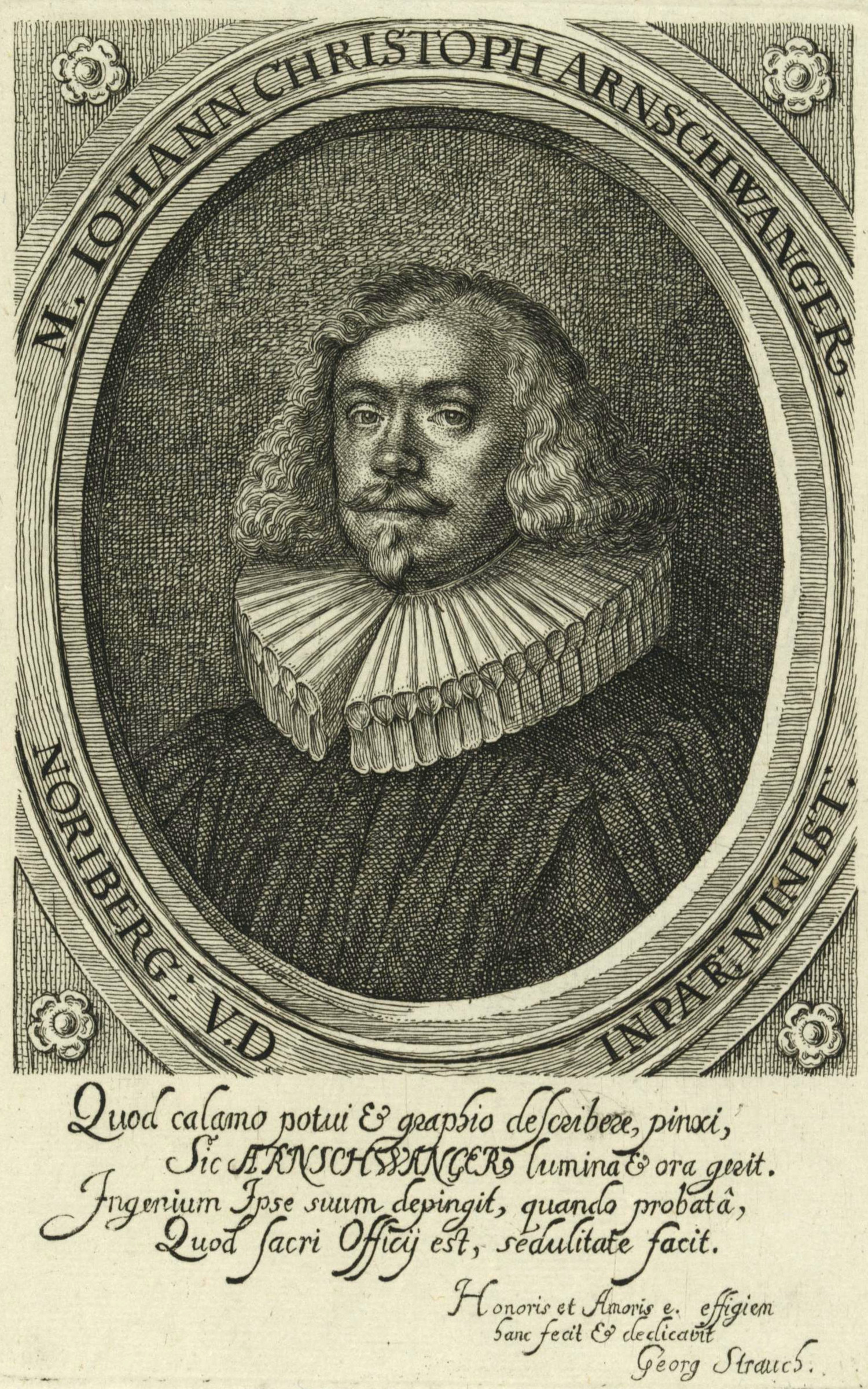
Johann Christoph Arnschwanger

Johann Christoph Arnschwanger (* 28. Dezember 1625 in Nürnberg; † 10. Dezember 1696 ebenda) war ein deutscher evangelischer Pfarrer und Kirchenliederdichter.

## Leben
Arnschwanger war der Sohn des Nürnberger Kaufmanns Georg Arnschwanger und dessen Ehefrau Margarete Rosenhart. Nach dem Schulbesuch  am Egidien-Gymnasium in Nürnberg studierte Arnschwanger ab 1644 in Altdorf bei Nürnberg Theologie. 1647 wechselte er an die Universität Jena. An der Universität Helmstedt beendete er erfolgreich sein Studium, und unter Professor Georg Calixt wurde ihm 1650 die Magisterwürde verliehen.
Im darauffolgenden Jahr wurde Arnschwanger zum Vikar in Nürnberg berufen. Im Jahre 1652 wurde er Diakonus an St. Egidien, 1654 Prediger an St. Walpurgis, 1659 Diakonus und 1690 Archidiakonus an St. Lorenz.
1675 nahm ihn Herzog August von Sachsen-Weißenfels in die Fruchtbringende Gesellschaft auf. Er verlieh ihm den Gesellschaftsnamen der Unschuldige und die Devise Bleibt immer rein. Als Emblem wurde Arnschwanger  der weiße Quendel zugedacht. Im Köthener Gesellschaftsbuch der Fruchtbringenden Gesellschaft findet sich Arnschwangers Eintrag unter der Nr. 853.
Arnschwangers Werk umfasst nahezu 400 geistliche Lieder. Bekannt ist er als Beiträger von Liedern zu Werken des Nürnberger Theologen Johann Michael Dilherr. Genannt seien das Epiphaniaslied Nun, liebe Seel, nun ist es Zeit, wach auf, das Osterlied Auf, ihr Christen, laßt uns singen, das Lied zum Kirchweihfest Kommt her, ihr Christen, voller Freud und das Lied zur Warnung vor der Verdammnis Zwei Ort, o Mensch, hast du vor dir, so lang du lebst auf Erden.
Im Alter von fast 71 Jahren starb Johann Christoph Arnschwanger am 10. Dezember 1696 in Nürnberg.

## Werke
- Memoria pacis religiosae saecularis, 1655
- Neue geistliche Lieder, 1659 (1712)
- Anweisung zur Gottseligkeit, 1663
- Heilige Psalmen und christliche Psalmen, 1680.